# Winzlar
Winzlar è una frazione (Ortsteil) della città di Rehburg-Loccum, nel land della Bassa Sassonia, in Germania.

## Storia
Già comune autonomo nel circondario di Nienburg/Weser, fu soppresso e unito insieme con altri per andare a costituire la città di Rehburg-Loccum il 1º marzo 1974.